# Kılavuz, Dargeçit
Kılavuz là một thị trấn thuộc huyện Dargeçit, tỉnh Mardin, Thổ Nhĩ Kỳ. Dân số thời điểm năm 2010 là 2.420 người.